# Maputo
Maputo (fins 1975 Lourenço Marques) és la capital i la ciutat principal de Moçambic. Està situada al sud del país, al marge occidental de la badia de Maputo, a l'oceà Índic, i a la desembocadura del riu Tembe. Limita al nord amb el districte de Marracuene, al nord-oest i a l'oest amb el municipi de Matola, a l'oest també amb el districte de Boane i al sud amb el districte de Matutuíne.
La ciutat, administrativament, constitueix un municipi que disposa d'un govern electe i també té, des del 1980, estatut de província. Cal no confondre-la amb la província de Maputo, que ocupa la part més meridional del territori moçambiquès, exceptuant-ne la ciutat de Maputo.
El municipi té una superfície de 300 km² i una població d'1.114.000 habitants (estimació del 2004). Es divideix en cinc districtes urbans i dos districtes municipals (Ilha da Inhaca i Catembe). L'àrea metropolitana, que inclou el municipi de Matola, capital de la província de Maputo, té una població estimada d'1.691.000 habitants.
La ciutat de Maputo compta amb alguns monuments importants per a la comprensió de la història, no només de la ciutat, sinó del país mateix. Alguns dels més notables són la Fortalesa, la Casa Amarela (o "Casa Groga", que alberga el Museu Nacional de la Moneda), el monument als morts de la Primera Guerra Mundial i el Museu d'Història Natural de Moçambic.

## Geografia

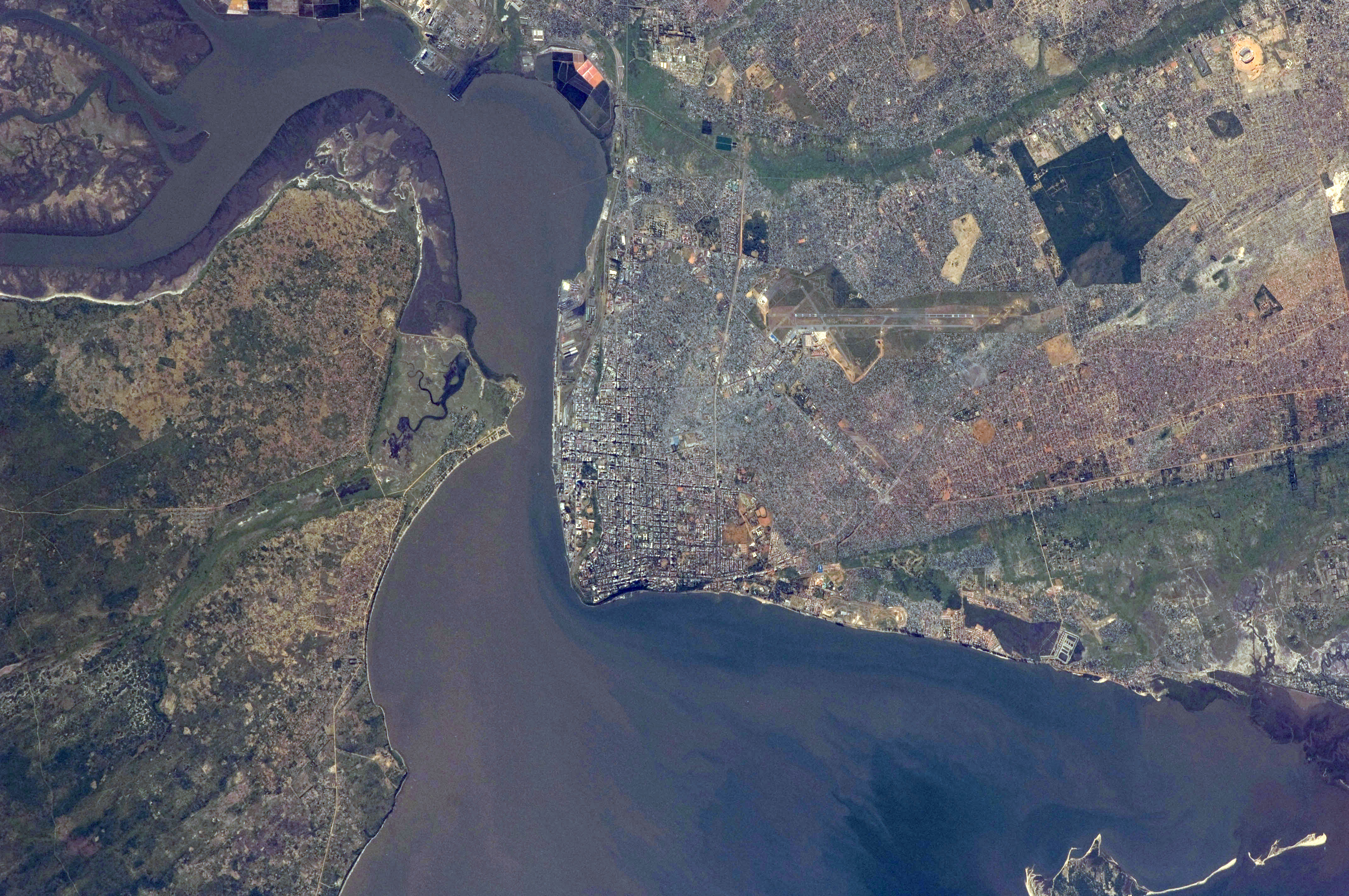
Maputo, vist des de l'Estació Espacial Internacional

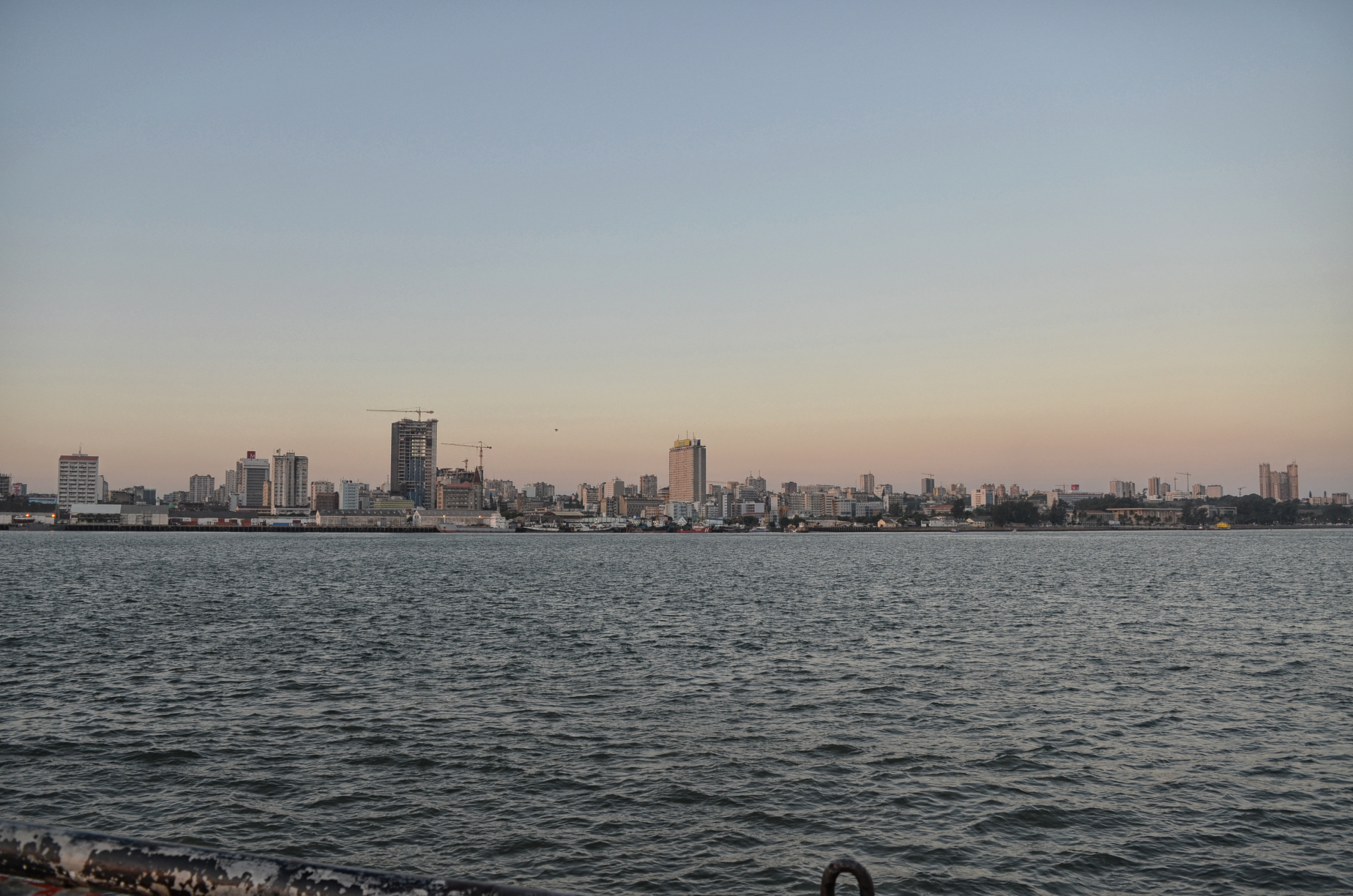
Una vista de la ciutat

Maputo es troba al costat oest de la Badia Delagoa, prop de l'Estuário do Espírito Santo, on desguassen quatre rius: Tembe, Umbeluzi, Matola i Infulene. La badia té 95 km de llarg i 30 km d'amplada. A l'extrem est de la ciutat i la badia hi ha l'illa d’Inhaca. La superfície total coberta pel municipi de Maputo és de 346 km² i limita amb la ciutat de Matola al nord-est i a l'est, amb els districtes de Marracuene al nord; Boane a l'est i Matutuíne al sud, totes elles part de la província de Maputo. La ciutat és a 120 km de la frontera amb Sud-àfrica a Ressano Garcia i 80 km de la frontera amb Eswatini prop de la ciutat de Namaacha.

### Clima
Maputo presenta un clima de sabana tropical (Aw) que limita amb un clima càlid semiàrid (BSh) sota la classificació climàtica de Köppen. Maputo és una ciutat relativament seca, amb una mitjana de 813,6 mm de precipitació per any. Les precipitacions són abundants a l'estiu i poc a l'hivern. La ciutat té un clima relativament càlid amb una temperatura mitjana de 22,8°C. El mes més calorós és gener amb una temperatura mitjana de 26,8°C, mentre que el mes més fresc és juliol amb una temperatura mitjana de 18,8°C.

### Canvi climàtic
Un article de 2019 publicat a PLOS One estimava que sota els escenaris Representative Concentration Pathway 4.5, un escenari "moderat" de canvi climàtic on l'escalfament global arriba a ~ 2,5-3°C el 2100, el clima de Maputo l'any 2050 s'assemblaria més al clima actual de Goiânia al Brasil. La temperatura anual augmentaria un 1,8°C i la temperatura del mes més càlid 1,5°C, mentre que la temperatura del mes més fred augmentaria 0,3°C. Segons Climate Action Tracker, la trajectòria d'escalfament actual coincideix molt amb RCP 4.5.
A més, Maputo és especialment vulnerable als impactes com els ciclons i les inundacions causades per l'augment del nivell del mar. La pobresa i la desigualtat, que es concentren als barris superpoblats, agreugen encara més les vulnerabilitats al canvi climàtic a la ciutat. Segons el sisè informe d'avaluació de l'IPCC 2022, Maputo és una de les 12 ciutats africanes més importants (Abidjan, Alexandria, Alger, Ciutat del Cap, Casablanca, Dakar, Dar es Salaam, Durban, Lagos, Lomé, Luanda i Maputo) que seria més greument afectada per la futura pujada del nivell del mar. S'estima que col·lectivament patirien danys acumulats de 65.000 milions de dòlars sota el RCP 4.5 i de 86.500 milions de dòlars per a l'escenari d'altes emissions RCP 8.5 l'any 2050. A més, RCP 8.5 combinat amb l'impacte hipotètic de la inestabilitat de la capa de gel marina a alts nivells d'escalfament implicaria danys de fins a 137.500 milions de dòlars, mentre que la comptabilització addicional dels esdeveniments de danys alts i de baixa probabilitat pot augmentar els riscos agregats per 187.000 milions de dòlars per a l'RCP4.5 moderat, 206.000 milions de dòlars per a RCP8.5 i 397.000 milions de dòlars en l'escenari d'inestabilitat de la capa de gel de gamma alta. Com que l'augment del nivell del mar continuaria durant uns 10.000 anys sota tots els escenaris de canvi climàtic, els costos futurs de l'augment del nivell del mar només augmentarien, especialment sense mesures d'adaptació.

## Llengües i composició ètnica
D'acord amb el cens de 2007, la població de Maputo major de cinc anys parlava les següents llengües: portuguès (42,9%), xichangana (31,5%), xirhonga (9,7%), cicopi/cichopi (3,3%), xitshwa (3,5%), bitonga (2,8%), altres moçambiqueses (4,4%) i altres estrangeres (1,3%).
D'acord amb el cens de 2007, la població de Maputo estava distribuïda segons la raça: negres (95,07%), mestissos (2,81%), blancs (0,67%), hindustànics (0,69%) i altres (0,76%).

## Història
Fou fundada el 1782 sota la forma d'una factoria comercial amb el nom de Lourenço Marques. El 1877 va adquirir categoria municipal i el 1898 va esdevenir capital de la colònia portuguesa de Moçambic. A partir dels anys 40 i 50 del segle xx, la ciutat es va expandir a nivell comercial, industrial i residencial.

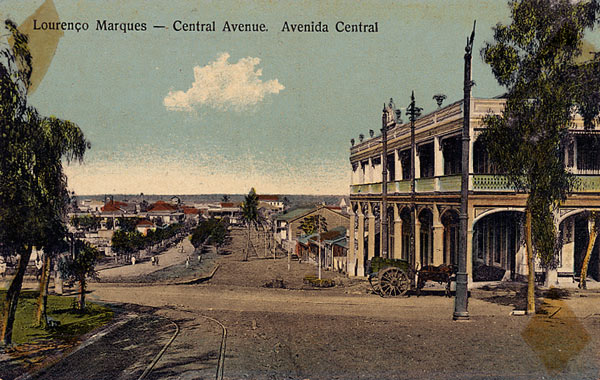
L'avinguda Central de Lourenço Marques (1905)

Després que Moçambic va aconseguir la independència el 1975, va passar a dir-se Maputo. Aquest nou nom prové d'un eslògan del Frelimo que afirmava que alliberaria el país des del Rovuma fins al Maputo, referint-se als rius que marquen les fronteres nord i sud del país, respectivament. Un cop Moçambic independent, va prendre el nom de Maputo el 1976, segons decisió del primer president moçambiquès, Samora Machel. Des de llavors, la ciutat ha experimentat un gran creixement de la població a causa de la guerra a l'interior del país (1976-1992) i a la manca d'infraestructures a les regions rurals.
A més a més d'aquestes dues designacions, la ciutat i la seva àrea d'influència també foren conegudes per altres noms, com ara Baía da Lagoa, Xilunguíne o Chilunguíne (lloc on es parla portuguès), Mafumo, Camfumo o Campfumo (del clan dels M'pfumo, el regne més important que hi havia en aquesta regió), Delagoa i Delagoa Bay, essent aquesta darrera la designació més coneguda internacionalment almenys fins als primers anys del segle xx.

## Presidents del consell municipal
| Data de presa de possessió | President de Consell Executiu |
| -------------------------- | ----------------------------- |
| Governo de transição       | Alberto Massavanhane          |
| 17 de juny de 1980         | António Hama Thay             |
| 1 de desembre de 1982      | Gaspar Horácio Mateus Zimba   |
| 28 de maig de 1983         | Alberto Massavanhane          |
| 12 de març de 1987         | João Baptista Cosme           |
| 20 de novembre de 1997     | Artur Hussene Canana          |

| Data de presa de possessió | President de Consell Municipal | Partit  |
| -------------------------- | ------------------------------ | ------- |
| 27 de novembre de 1998     | Artur Hussene Canana           | Frelimo |
| 19 de novembre de 2003     | Eneas da Conceição Comiche     | Frelimo |
| 7 de febrer de 2009        | David Simango                  | Frelimo |
| 7 de febrer de 2014        | David Simango                  | Frelimo |

## Infraestructura

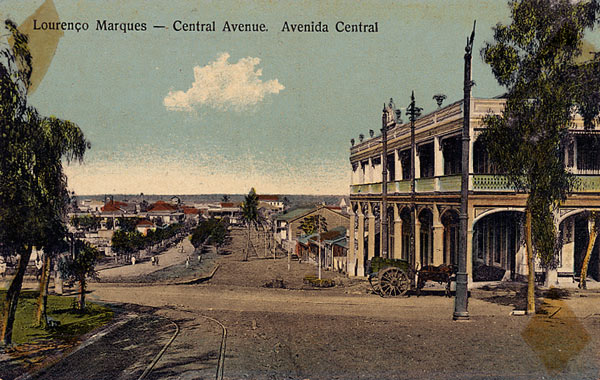
Vista de Lourenço Marques, c. 1905

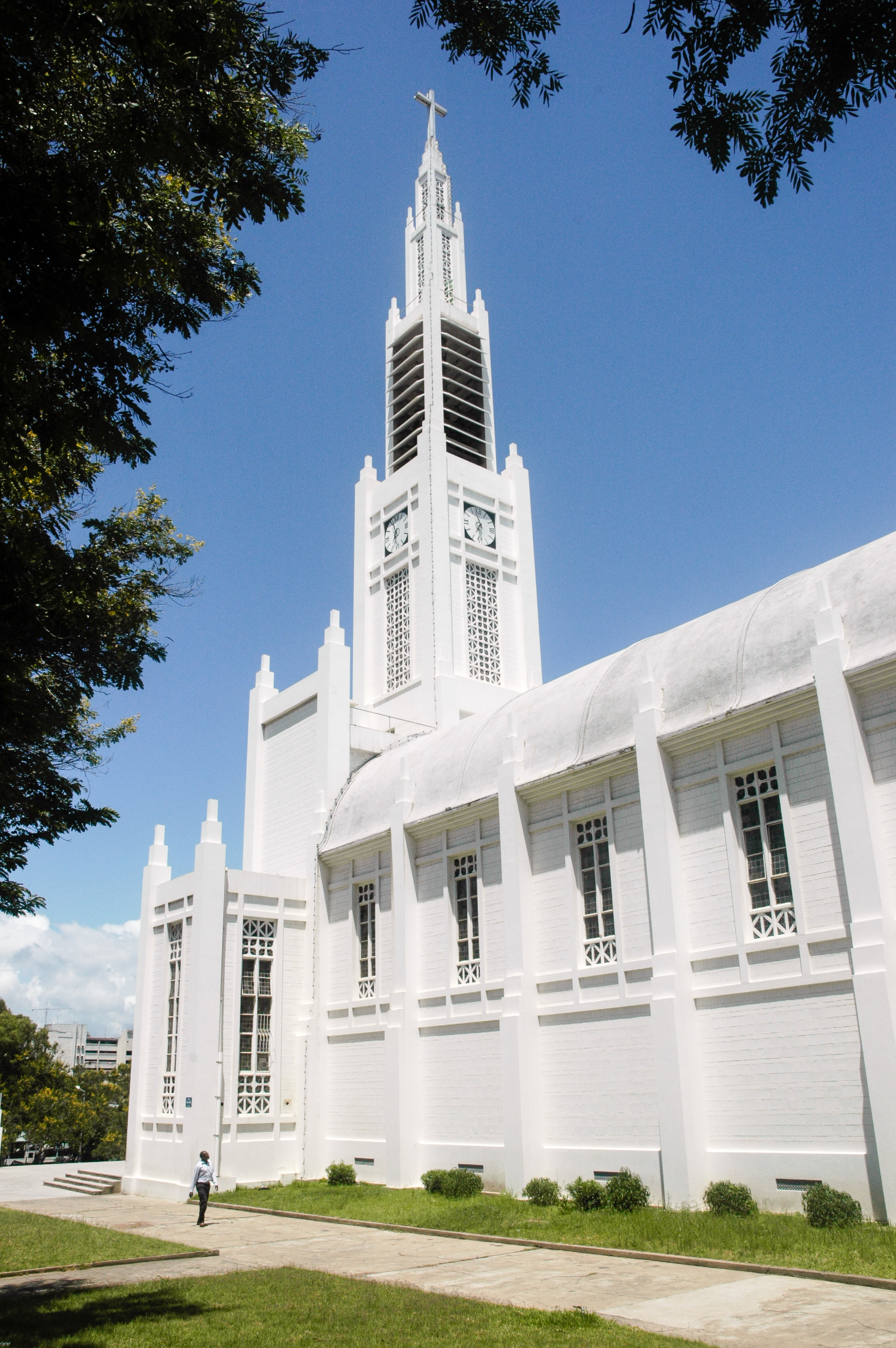
Catedral de Maputo

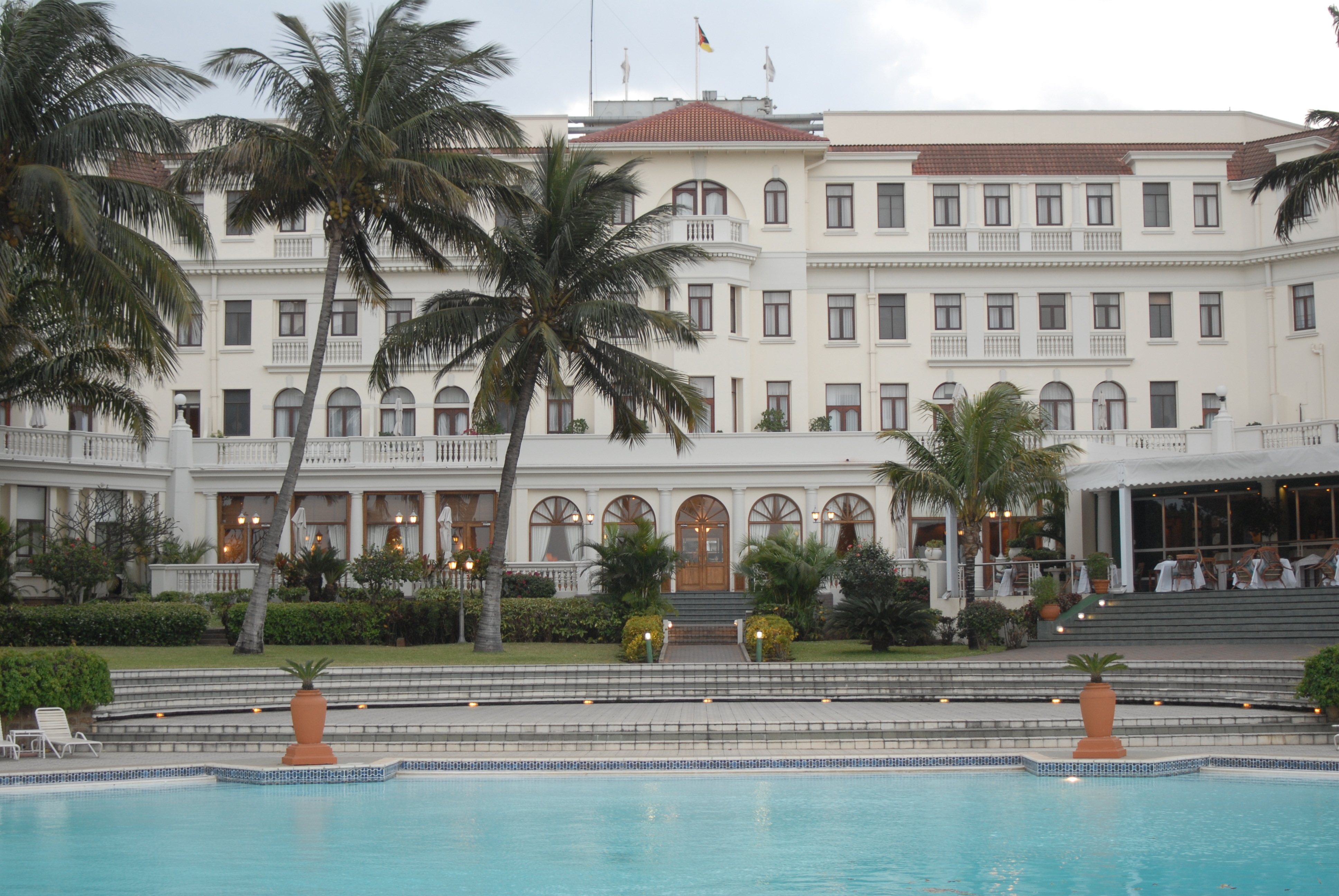
L'Hotel Polana

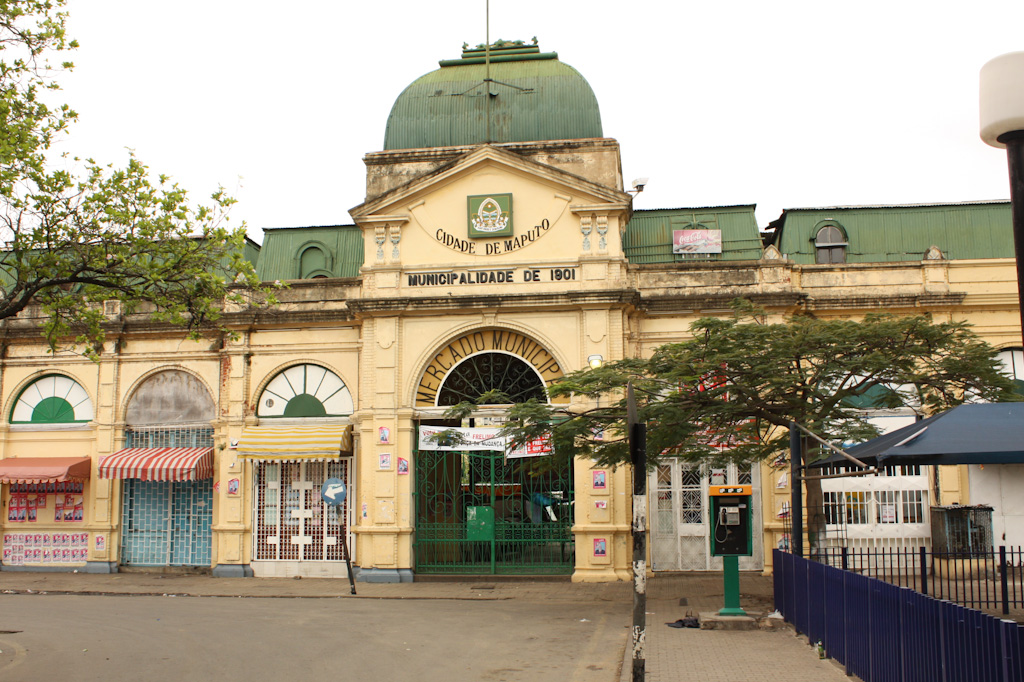
Mercat Municipal de Maputo

La zona central de Maputo és una ciutat planificada amb blocs quadrats i amples avingudes, amb traces portugueses i la seva arquitectura típica dels anys setanta. Després del cop militar de la Revolució dels Clavells (1974) a Lisboa, els refugiats portuguesos van fugir en gran nombre prop de la data de la independència (1975), i la manca d'habilitats i capital resultant, en el context d'una guerra civil ferotge i una mala gestió del govern, va contribuir. al seu estat d'abandonament en els anys posteriors a aquests fets.
La recuperació de la infraestructura antiga ha estat lenta i la majoria de promotors immobiliaris en els últims anys han decidit invertir en la construcció de nous immobles en comptes de rehabilitar cap de les existents. Les tarifes de propietat a la ciutat són altes a mesura que augmenta la inversió, un nombre més gran d'empreses esperen ubicar-se a poca distància dels aeroports, bancs i altres instal·lacions.
Maputo s'enfronta a molts reptes, com ara la mala infraestructura de transport i drenatge, que tenen profundes implicacions en els mitjans de vida de les persones, especialment en els assentaments informals. La regulació inadequada de la planificació i l'aplicació de la llei, així com la corrupció percebuda en els processos governamentals, la manca de comunicació entre els departaments governamentals i la manca de preocupació o coordinació governamental pel que fa als codis de construcció són els principals impediments per avançar en el desenvolupament de la infraestructura de Maputo, segons Climate &amp; Xarxa de Coneixement del Desenvolupament.
Com a ciutat costanera, Maputo és especialment vulnerable als impactes de l'augment del nivell del mar, i el creixement de la població està pressionant cada cop més les zones costaneres.

### PROMAPUTO
L'any 2007, el municipi de Maputo va iniciar un projecte per plantejar seriosament la rehabilitació de les infraestructures de la ciutat. PROMAPUTO va ser un projecte que va començar com a cooperació entre l'ajuntament local i l'Associació Internacional de Foment (IDA) del Banc Mundial. La primera fase (PROMAPUTO1) va tenir lloc entre el 2007 i el 2010 i es va dedicar principalment al desenvolupament dels sistemes, coneixements i planificació necessaris per donar suport a la revisió gradual de la infraestructura. El projecte es va dividir en diverses àrees clau i un pressupost destinat a cadascun d'ells, a saber: Desenvolupament Institucional, Sostenibilitat Financera, Planificació Urbana, Inversió i Manteniment en Infraestructures Urbanes, Desenvolupament Metropolità (serveis com la recollida i eliminació de residus). La dotació financera total per a aquesta fase va ser de 30 milions de dòlars. Poc es va fer, però.

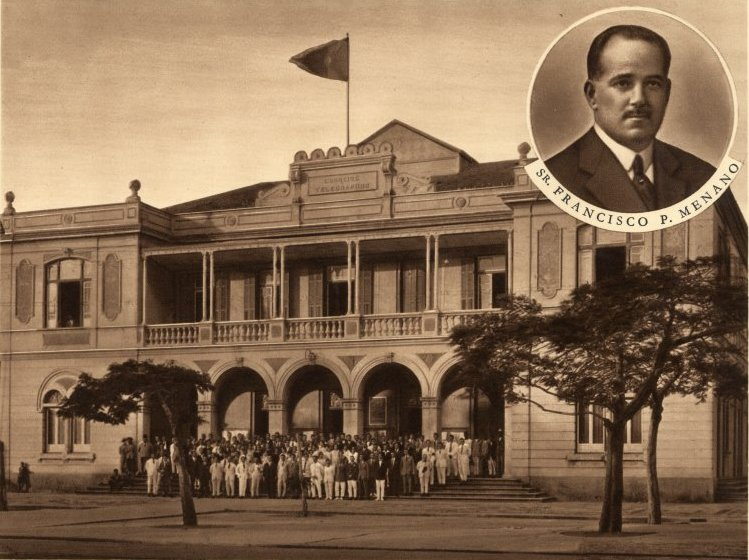
Estació central de correus de Maputo

L'any 2011, PROMAPUTO2, va començar la segona fase del projecte. Aquesta fase havia de durar fins al 2015 i es van gastar un total de 105 milions de dòlars. El pla preveia un sistema informàtic, el Sistema Integrat d'Informació de Gestió Financera (IFMIS) juntament amb el Sistema d'informació geogràfica (SIG). Aquests sistemes suposadament ajudarien el municipi a controlar els seus pressupostos i gestionar les licitacions, mentre que el SIG permetria mantenir informació precisa sobre la ubicació del sòl i la titulació. S'haurien d'haver ampliat i millorat diverses carreteres i finalment es va completar l'avinguda Julius Nyerere. La sostenibilitat financera del projecte s'havia de garantir mitjançant la millora de la recaptació de l'impost sobre béns immobles (IPRA). El projecte també va coincidir amb la recent revisió del Reglament de Seguretat Viària i Circulació (finalització 2020) que era un sistema antiquat que no havia experimentat canvis des dels anys 50 del segle passat. Entre les noves regulacions, ara s'aplicarien greus sancions i multes a moltes accions perjudicials realitzades pels automòbils, com ara la contaminació, els sorolls forts i les maniobres il·legals.

### Projectes de construcció

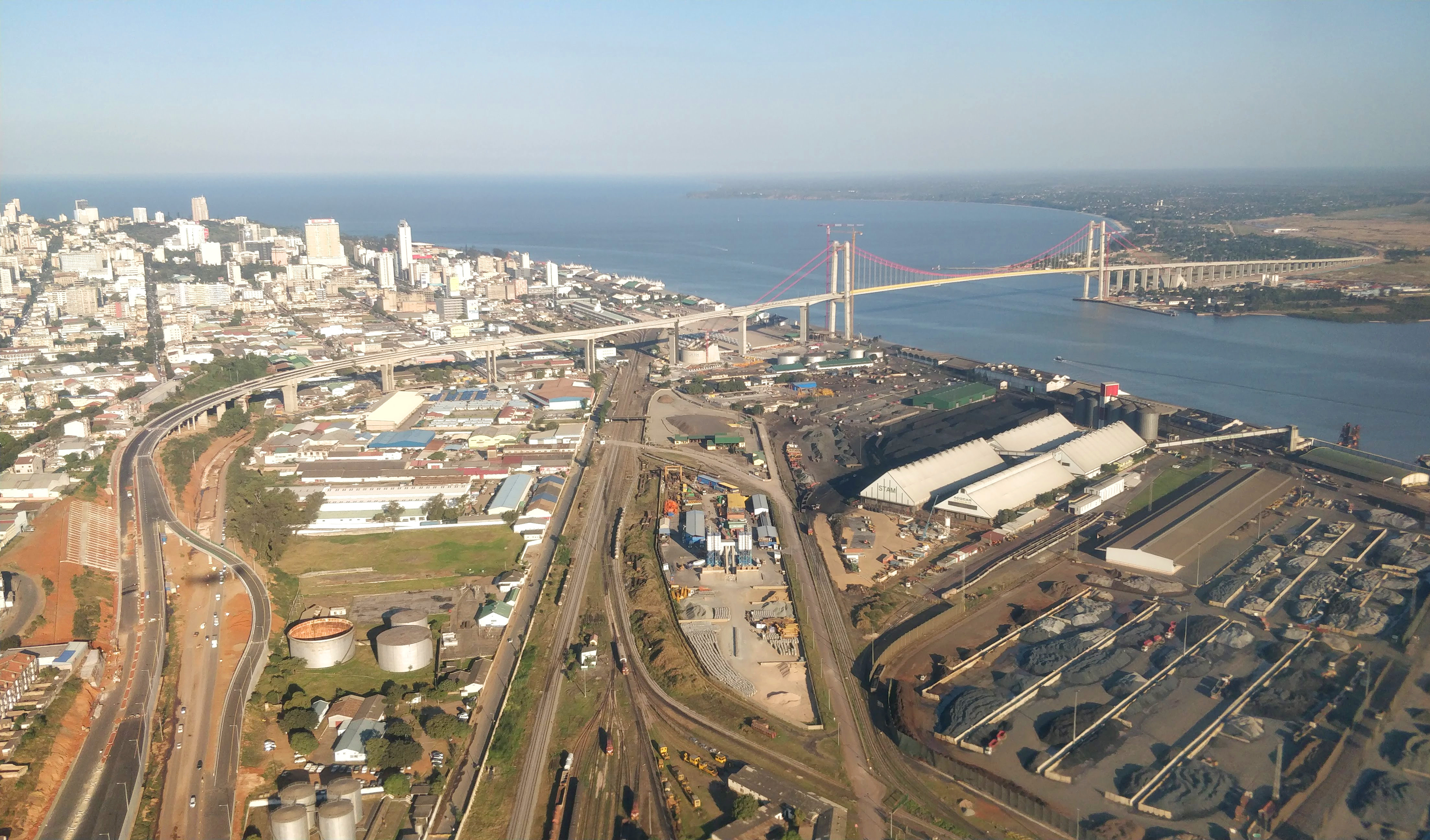
El 10 de novembre de 2018 es va inaugurar el pont Maputo–Katembe, el pont penjant més gran d'Àfrica, que connecta les ciutats de Maputo i Katembe.

Malgrat la seva inestabilitat anterior, Moçambic està experimentant una de les taxes de creixement més ràpides per a un país en desenvolupament del món. S'espera que la taxa de creixement prevista per al 2011 sigui al voltant del 7,5%, una part centrada en la construcció de diversos projectes d'intensitat de capital a Maputo. Algunes de les novetats més destacades inclouen l'Edifici 24, una urbanització d'ús mixt que s'ubicarà al centre de la ciutat al llarg de l'avinguda 24 Julho i l'avinguda Salvador Allende. La Maputo Business Tower és un edifici modern de 19 pisos. La corporació Radisson Blu ha construït un hotel de 22 plantes amb 256 habitacions en un dels llocs més moderns de la ciutat al marge de la platja. Un edifici de 15 pisos per a la segona empresa de telecomunicacions més gran del país, Vodacom. La regeneració del passeig marítim de Maputo és un projecte de regeneració urbana que s'està desenvolupant al lloc de l'antic recinte firal industrial anual (FACIM).

### Projectes de rehabilitació
El febrer de 2011, el president Armando Guebuza va anunciar que la Vila Algarve seria restaurada al seu estat anterior i l'edifici es convertiria en un museu per als veterans de la guerra civil. La Vila Algarve va pertànyer a la Policia de Defensa Internacional i Estatal (PIDE) durant el domini colonial. Va ser on els presos polítics i altres acusats de conspirar per fer mal al règim van ser portats a interrogatori i tortura. Hi ha afirmacions que diverses persones van ser executades a l'edifici. No s'han informat les dates en què s'ha de començar la renovació. L'edifici ha canviat de propietat diverses vegades i ha estat una residència fora de lloc per a okupes.

### Facilitats d'esports
Maputo té una sèrie d'estadis dissenyats per al futbol, que es poden modificar per a altres finalitats, com ara el nou Estádio do Zimpeto, Estádio do Maxaquene i l’Estàdio do Costa do Sol amb capacitat per a 32.000, 15.000 i 10.000 persones respectivament. L'estadi més gran de l'Àrea Metropolitana és, però, l’Estàdio da Machava (obert com a Estádio Salazar), situat al municipi veí de Matola. Va obrir les portes l'any 1968, a Machava i en aquell moment era el més avançat del país d'acord amb els estàndards establerts per la FIFA i la Union Cycliste Internationale (UCI). La pista ciclable es podria ajustar per permetre 20.000 seients més. Va ser el lloc on Portugal va lliurar oficialment el país a Samora Machel i FRELIMO el 25 de juny de 1975. L'any 2005, el grup de reggae UB40, amb seu a Birmingham, va celebrar un concert d'una sola nit a l'estadi ple al màxim. El 2011 es va inaugurar un estadi més nou anomenat Estádio do Zimpeto, situat al suburbi de Zimpeto. L'estadi es va construir per als Jocs Panafricans de 2011 amb una capacitat per a 42.000 espectadors. Un estadi de futbol més petit, l'Estàdio Mahafil, té capacitat per a 4.000 persones.i
A partir de la Dècada del 1950, l'automobilisme es va introduir a la ciutat. Al principi, els cotxes de cursa competirien a zones de la ciutat, Polana i al llarg de la zona marginal, però a mesura que augmentava el finançament i l'interès, es va construir una pista de carreres dedicada a la zona de la Costa Do Sol al llarg i darrere de la zona marginal amb l'oceà a l'est amb una longitud. d’1,5 km. La superfície inicial de la nova pista, anomenada Autódromo de Lourenço Marques, no oferia prou adherència i un accident a finals dels anys 60 va matar 8 persones i en va ferir moltes més. Per això, l'any 1970 es va renovar la pista i es va modificar la superfície per complir amb les exigències de seguretat que es necessitaven en grans esdeveniments amb molts espectadors. Aleshores, la longitud va augmentar fins a 3909 km. La ciutat va ser seu de diversos esdeveniments internacionals i locals a partir de la inauguració el 26 de novembre de 1970. La pista va quedar abandonada després de 1975 i només es van produir esdeveniments esporàdics com el 1981 quan el govern va permetre de nou l'esport. Des de l'any 2000, l'Automovel & Touring Club de Moçambique (ATCM) ha reactivat l'interès i s'han previst diversos esdeveniments, com ara go-carting, drag racing i motocròs.
El pavelló principal de bàsquet de la ciutat és el Pavilhão do Maxaquene, amb capacitat per a 3.500 persones. És la seu del Ferroviário de Maputo que competeix a la Basketball Africa League i a la Moçambican Basketball League.

### Noms de carrers
Els noms dels carrers es van canviar després de la independència el 1975. Els estrets vincles amb el Bloc de l'Est van influir molt en els nous noms escollits, així com l'eliminació de noms referits a figures de l'època colonial.
| Noms de carrers a Lourenço Marques i Maputo | Noms de carrers a Lourenço Marques i Maputo  |
| Lourenço Marques                            | Maputo                                       |
| ------------------------------------------- | -------------------------------------------- |
| Avenida 18 de Maio                          | Avenida Mártires de Inhaminga                |
| Avenida 31 de Janeiro                       | Avenida Agostinho Neto                       |
| Avenida 5 de Outubro                        | Avenida Josina Machel                        |
| Praça 7 de Março                            | Praça 25 de Junho                            |
| Avenida Afonso de Albuquerque               | Avenida Ahmed Sekou Touré                    |
| Rua Aires de Ornelas                        | Rua de Kassuende                             |
| Rua Alexandre Herculano                     | Rua Timor Leste                              |
| Avenida Almirante Canto e Castro            | Avenida da Tanzania                          |
| Avenida Álvares Cabral                      | Avenida Zedequias Manganhela                 |
| Museu Álvaro de Castro                      | Museu de História Natural                    |
| Avenida Alves Correia                       | Avenida da Zambia                            |
| Casa Amarela                                | Museu Nacional da Moeda                      |
| Avenida Anchieta                            | Avenida Olof Palme                           |
| Avenida Andrade Corvo                       | Avenida Ho Chi Min                           |
| Escola Andrade Corvo                        | Escola Primária do 1º e 2º Graus 16 de Junho |
| Avenida de António Enes                     | Avenida Julius Nyerere                       |
| Liceu António Enes                          | Escola Secundária Francisco Manyanga         |
| Rua António de Oliveira Salazar             | Rua da Mesquita                              |
| Cabaret Aquário                             | Escola Nacional de Dança                     |
| Rua Major Araújo                            | Rua Bagamoyo                                 |
| Edifício do Atneu Grego                     | Palácio dos Casamentos                       |
| Avenida Augusto de Castilho                 | Avenida Vladimir Lenine                      |
| Rua dos Aviadores                           | Rua da Argélia                               |
| Edifício do Banco Nacional Ultramarino      | Banco de Moçambique                          |
| Bartolomeu Dias, Rua                        | Avenida Mártires de Mueda                    |
| Belegard da Silva, Avenida                  | Avenida Francisco O. Magumbwé                |
| Caldas Xavier, Avenida                      | Avenida Marian N'gouabi                      |
| Câmara Municipal, Edifício da               | Conselho Executivo                           |
| Consiglieri Pedroso, Rua                    | Rua Revolução de Outubro                     |
| Couceiro da Costa, Avenida                  | Avenida Armando Tivane                       |
| Desportivo de Lourenço Marques, Grupo       | Grupo Desportivo de Maputo                   |
| Dicca, Cinema, Estudio 222                  | Matchedje Cine-Estúdio 222                   |
| Diogo Cão, Avenida                          | Avenida Lucas Luali                          |
| Direcção Geral das Alfândegas, Edifício da  | Reitoria da Universidade Eduardo Mondlane    |
| Doutor Serrão, Avenida do                   | Avenida Emília Daússe                        |
| Dr. Brito Camacho, Rua do                   | Avenida Patrice Lumumba                      |
| Dom João de Castro, Avenida                 | Rua Dom João de Castro                       |
| Dom Luiz 1º, Avenida                        | Avenida Samora Machel                        |
| Dom Manuel I, Avenida                       | Avenida da Marginal                          |
| Duques de Connaught, Avenida dos            | Avenida Friedrich Engels                     |
| Eduardo Costa, Rua                          | Rua de Mukumbura                             |
| Estâncias, Estrada das                      | Rua das Estâncias                            |
| Fazenda, Edifício da                        | Conselho de Ministros                        |
| Fernandes Tomaz, Avenida                    | Avenida Mártires da Machava                  |
| Fonte Luminosa, Praça da                    | Praça Robert Mugabe                          |
| Funchal, Prédio                             | Hotel Rovuma                                 |
| Gago Coutinho, Aeroporto                    | Aeroporto de Mavalane                        |
| General Bettencourt, Avenida do             | Rua da Base Ntchinga                         |
| General Botha, Rua do                       | Avenida Tomás Nduda                          |
| General Craveiro Lopes, Avenida             | Avenida dos Accordos de Lusaka               |
| General Machado, Avenida do                 | Avenida Guerra Popular                       |
| General Machado, Escola                     | Universidade Pedagógica                      |
| General Rosado, Rua do                      | Avenida Kim Il Sung                          |
| Gomes Freire, Avenida                       | Avenida Paulo Samuel Kankhomba               |
| Governador Simas, Rua do                    | Rua Mateus Sansão Muthemba                   |
| Guerra Junqueiro, Rua                       | Rua José Mateus                              |
| Heróis de Marracuene, Rua dos               | Rua da Resistência                           |
| Hotel Clube                                 | Centro Cultural Franco-Moçambicano           |
| Infante, Cinema                             | Cinema Charlot                               |
| João Albasini, Largo                        | Praça 21 de Outubro                          |
| João Belo, Escola Primária                  | Escola Primária 7 de Setembro                |
| João das Regras, Rua                        | Rua de Nachingwea                            |
| João de Deus, Avenida                       | Avenida Romão Fernandes Farinha              |
| José Cabral, Parque                         | Parque dos Continuadores                     |
| Joaquim de Araújo, Escola                   | Escola Secundária Estrela Vermelha           |
| Lapa, Rua                                   | Rua Joaquim Lapa                             |
| Lar Moderno, Edifício do                    | Centro de Estudos Brasileiro                 |
| Latino Coelho, Avenida                      | Avenida Maguiguana                           |
| Lidemburgo, Rua de                          | Avenida Rio Tembe                            |
| Lisboa, Miradouro de                        | Miradouro                                    |
| Lisboa, Rua de                              | Avenida Milagre Mabote                       |
| Luciano Cordeiro, Avenida                   | Avenida Albert Luthuli                       |
| Mac Mahon, Praça                            | Praça dos Trabalhadores                      |
| Manuel de Arriaga, Avenida                  | Avenida Karl Marx                            |
| Manuel Rodrigues, Cinema                    | Cine Teatro África                           |
| Massano de Amorim, Avenida                  | Avenida Mao Tsé Tung                         |
| Mendonça Barreto, Avenida                   | Avenida do Rio Limpopo                       |
| Mouzinho de Albuquerque, Praça              | Praça da Independência                       |
| Nevala, Rua de                              | Avenida Nkwam Nkruma                         |
| Nossa Senhora de Fátima, Avenida            | Avenida Kenneth Kaunda                       |
| Oliveira Salazar, Estádio                   | Estádio da Machava                           |
| Paiva de Andrada, Avenida                   | Avenida Mahomed Siad Barre                   |
| Paiva Manso, Avenida                        | Avenida Filipe Samuel Magaia                 |
| Pero da Covilhã, Rua                        | Rua Belmiro O. Muianga                       |
| Pero de Alenquer, Rua                       | Avenida Amílcar Cabral                       |
| Pesca Desportiva, Clube de                  | Escola Náutica de Moçambique                 |
| Pinheiro Chagas, Avenida                    | Avenida Eduardo Mondlane                     |
| Porto, Rua do                               | Rua Malhangalene                             |
| Princesa Patrícia, Rua da                   | Avenida Salvador Allende                     |
| Rebelo da Silva, Escola Primária            | Escola Primária 3 de Fevereiro               |
| República, Avenida da                       | Avenida 25 de Setembro                       |
| Sagres, Rua de                              | Avenida 10 de Novembro                       |
| Salazar, Liceu                              | Escola Secundária Josina Machel              |
| Sporting Clube de Lourenço Marques          | Clube de Desportos Maxaquene                 |
| Turismo, Hotel                              | Hotel Ibis                                   |
| Vasco da Gama, Jardim                       | Jardim Tunduro                               |
| Vasco da Gama, Mercado                      | Mercado Municipal (Bazar da Baixa)           |